# Esther Regina
Esther Regina, actriz, guionista, filóloga y traductora española.

## Biografía
Actriz española de cine, teatro y televisión. Finalista en los Premios de la Unión de Actores como protagonista de Ispansi! (Españoles), de Carlos Iglesias, para quien trabajó también en « Un franco, 14 pesetas » y en su secuela 2 francos, 40 pesetas.
Realizó estudios de Arte Dramático en Bélgica; desarrolló su actividad como actriz en el Teatro Español de Bruselas, del que es miembro fundador junto a Pollux Hernúñez, su director.
Su formación y experiencia en distintos países le han permitido interpretar papeles en castellano, francés, alemán, italiano e inglés. Desde su regreso a España ha trabajado para los directores Carlos Iglesias, Sigfrid Monleón, Lucas Fernández, Manuel Estudillo y Germinal Roaux, y ha destacado su presencia en numerosas series televisivas, como Luna, el misterio de Calenda, junto a Belén Rueda.
Es además Licenciada en Filología Francesa por la Universidad Complutense de Madrid; completó estudios en las Universidades de Metz (Francia) y Saarbrücken (Alemania) donde también ejerció la docencia; paralelamente al oficio de actriz trabajó como traductora de la Unión Europea en Luxemburgo y Bélgica.

## Filmografía
- 2 francos, 40 pesetas -Puri; -Carlos Iglesias
- Ispansi! (Españoles) -Paula (Protagonista) -Carlos Iglesias[7]
- Un franco, 14 pesetas -Profesora; -Carlos Iglesias
- El cónsul de Sodoma -Conchita -Sigfrid Monleón
- Óscar. Una pasión surrealista -Ginette -Lucas Fernández
- "Retal", cortometraje -Claudia -Pablo Maeso
- "Así es mejor", cortometraje -Madre -José da Vimar-Lolo Martín
- "Cinco minutos", cortometraje -Profesora -Azucena Alonso
- "Cuore Matto", cortometraje -Luna

## Televisión
- Águila Roja
- La memoria del agua– Paula de Montemayor – BRB Internacional, TVE
- Gran Hotel – Bambú producciones
- Luna, el misterio de Calenda -Isabel Duque. -Globomedia
- Hospital Central -Telma -Videomedia
- Mi gemela es hija única -Asunción, profesora Universidad -Grundy
- Los exitosos Pells -Helena -ZeppelinTV-Cuatro
- Bevilacqua -Claudia -Mundoficción-TVE
- A ver si llego -Inspectora de Sanidad -Alba Adriática
- Yo soy Bea, 3 episodios -Psicóloga del juzgado -Grundy Producciones
- Planta 25, 5 episodios -Doctora Estremera -Alba Adriática
- El síndrome de Ulises -Paciente -Zeta Audiovisual
- Cuenta atrás -Azafata avión -Globomedia
- Amar en tiempos revueltos -Empleada orfanato -Diagonal TV
- La que se avecina -Enfermera -Alba Adriática
- Mis adorables vecinos -Azafata. -Globomedia
- Manos a la obra -ATS -Grupo Drive
- Accidentes caseros -Esposa -Icono TV

## Teatro
- Repertorio Clásico -Teatro Español de Bruselas. -Dir. Pollux Hernúñez
- Mari Puri y Andrajosa -Dir. José Ángel Capelo
- Quella donna -Azucena Álvarez
- Mutatis Mutandis -Festival de Teatro de Ávila -Dir. José Ángel Capelo

## Premios y nominaciones
Premios de la Unión de Actores
| Año  | Categoría               | Obra    | Resultado |
| ---- | ----------------------- | ------- | --------- |
| 2010 | Mejor actriz revelación | Ispansi | Nominada  |